# 威尔逊·钱德勒
威尔逊·贾迈勒·钱德勒（英語：Wilson Jamall Chandler，1987年5月10日—）為美国男子篮球运动员，场上位置为小前锋，钱德勒出生于密歇根州，2005年进入德保罗大学，2007年弃学参加NBA选秀，于首轮第23顺位被纽约尼克斯选中。
2011年8月29日，受到NBA停摆影響，钱德勒表示與中国男子篮球职业联赛浙江广厦簽約。2012年2月17日，浙江广厦挺進季后赛後钱德勒選擇回到NBA，浙江广厦改找舊將罗德尼·怀特頂替參加季后赛。3月19日，钱德勒與丹佛掘金簽下5年3700萬的合約。
2020-21賽季钱德勒重返浙江广厦。2021年1月7日，浙江广厦取消註冊钱德勒。